# Прямоволосник Ляєля
Прямоволосник Ляєля (Orthotrichum lyellii) — вид мохів порядку прямоволосникальних (Orthotrichales).

## Поширення
Батьківщиною є Європа, Північна Африка, Північна Америка.
Населяє дерева, що покривають стовбури до 10 м, валуни; від низьких до помірних висот (10–1000 м).

## Характеристика

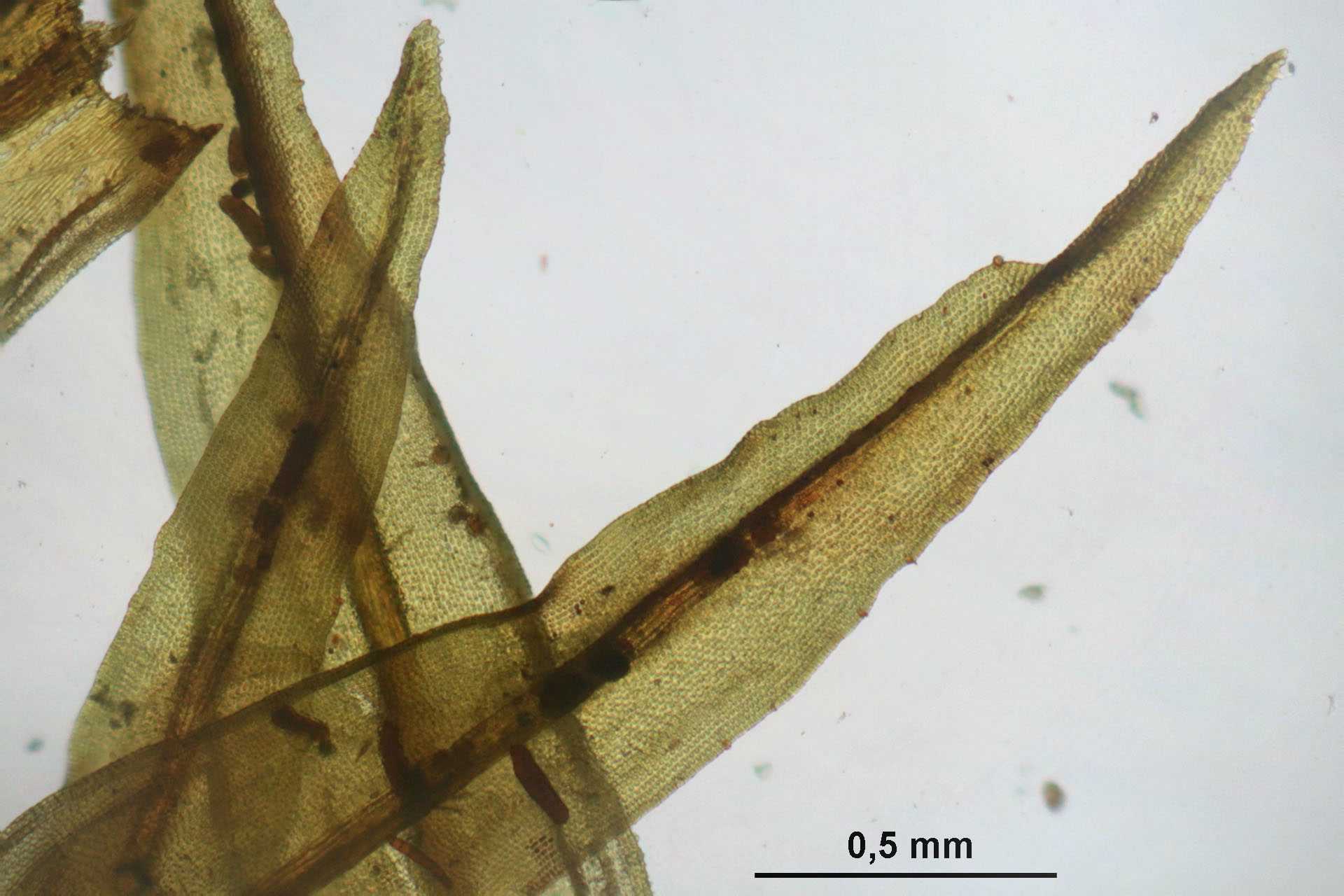
Листя

Рослини до 13 см. Стеблові листки в сухому стані прямовисно-притиснуті, зігнуті, від ланцетних до лінійно-ланцетних, 2.5–6.5 мм; краї плоскі й цілі; верхівка від вузько гострої до загостреної. Спеціалізоване безстатеве розмноження гемами на листках. Статевий стан дводомний. Коробочкові ніжки 0.8–2.7 мм. Коробочка занурена чи виступає, видовжено-циліндрична, 1.7–3 мм, сильно 8-ребриста до середини чи всієї довжини. Спори 18–35 мкм.